# Pierre Vimont
Pierre Vimont (ur. 15 czerwca 1949) – francuski dyplomata i urzędnik państwowy, ambasador Francji przy Unii Europejskiej i w Stanach Zjednoczonych, w latach 2010–2015 sekretarz generalny Europejskiej Służby Działań Zewnętrznych.

## Życiorys
Ukończył studia prawnicze, kształcił się następnie w Instytucie Nauk Politycznych w Paryżu oraz w École nationale d’administration (absolwent z 1977). Dołączył następnie do francuskiej służby dyplomatycznej. Do 1981 był drugim i następnie pierwszym sekretarzem ambasady w Londynie, potem do 1985 pracował w służbach prasowych ministerstwa spraw zagranicznych. W latach 1986–1990 przebywał w Brukseli jako drugi radca stałego przedstawicielstwa Francji przy Wspólnotach Europejskich. Później do 1993 zajmował stanowisko szefa gabinetu ministra delegowanego ds. europejskich. Od 1993 do 1999 pełnił funkcje dyrektorskie w strukturze MSZ. Od 1999 do 2002 był stałym przedstawicielem Francji przy Unii Europejskiej, a w latach 2002–2007 szefem gabinetu francuskiego ministra spraw zagranicznych. Następnie do 2010 wykonywał obowiązki ambasadora w Stanach Zjednoczonych.
Od grudnia 2010 do marca 2015 jako sekretarz generalny administrował Europejską Służbą Działań Zewnętrznych. Pozostał później w dyplomacji unijnej. Dołączył również do think tanku Carnegie Europe.
Odznaczony Komandorią Legii Honorowej (2015).